# Gmina Janowiec Wielkopolski
Die Gmina Janowiec Wielkopolski (bis Ende 1991 Gmina Janowiec) ist eine Stadt-und-Land-Gemeinde im Powiat Żniński der Woiwodschaft Kujawien-Pommern in Polen. Ihr Sitz ist die gleichnamige Stadt (deutsch Janowitz) mit etwa 4000 Einwohnern.

## Geographie

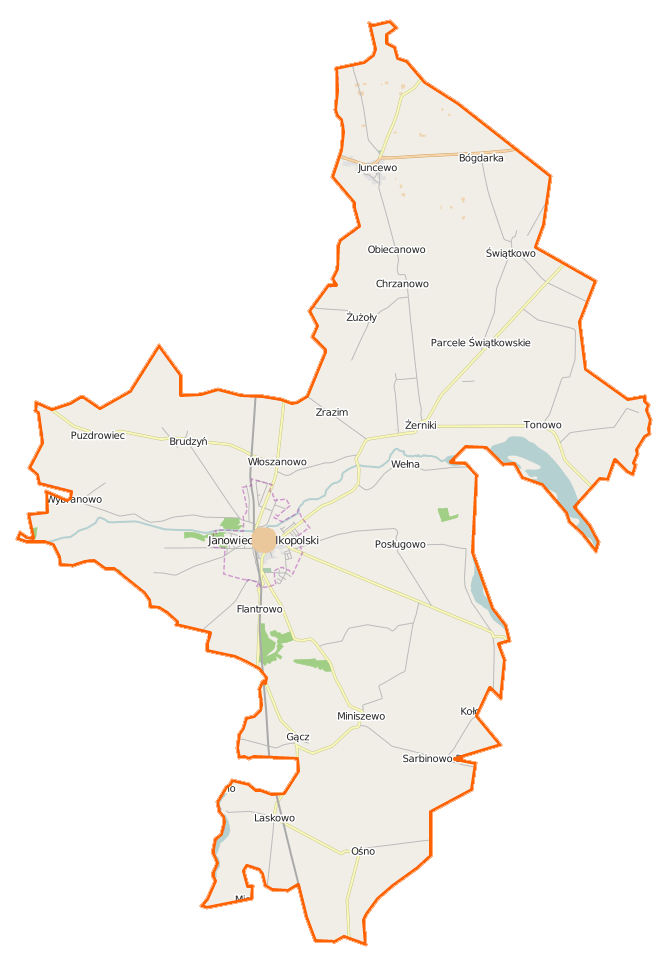
Karte der Gemeinde

Die Gemeinde liegt an der Westgrenze der Woiwodschaft, im Norden grenzt sie an die Gemeinde der Kreisstadt Żnin. Zu den Gewässern gehört die Wełna (Welna), ein Nebenfluss der Warthe.

## Geschichte
Im Rahmen der Ersten Teilung Polens 1772 kam das Gemeindegebiet an Preußen. Im Jahr 1919 wurde es Teil des wiederentstandenen Polen. Nach der Besatzungszeit (1939–1945) des Zweiten Weltkriegs kam die Gemeinde noch vor Kriegsende wieder an Polen.
Von 1975 bis 1998 gehörte die Gemeinde zur Woiwodschaft Bydgoszcz.

## Gmina Janowiec Wielkopolski
Zur Stadt-und-Land-Gemeinde Janowiec Wielkopolski gehören neben der Stadt selbst 22 Dörfer mit Schulzenämtern (sołectwa):
| polnischer Name       | deutscher Name (1815–1919)          | deutscher Name (1939–1945) |
| --------------------- | ----------------------------------- | -------------------------- |
| Bielawy               | Bielawy 1904–1919 Bilau             | Bilau                      |
| Brudzyń               | Brudzin                             | Gneisenau                  |
| Chrzanowo             | Obiecanowo 1904–1919 Marienfeld     | Marienfeld                 |
| Flantrowo             | Janowitz-Ziegelei                   |                            |
| Gącz                  | Gontsch                             | Gösen                      |
| Janowiec Wielkopolski | Janowitz                            | Jannowitz                  |
| Janowiec-Wieś         | Gut Janowitz 1908–1919 Janowitz-Ost | Jannowitz-Ost              |
| Juncewo               | Juncewo                             | Junkers                    |
| Kołdrąb               | Koldromb                            | Kaltenreuth                |
| Laskowo               | Laskowo 1904–1919 Laßkirch          | Laßkirch                   |
| Miniszewo             | Miniszewo 1904–1919 Minchau         | Minchau                    |
| Obiecanowo            | Gut Obiecanowo                      | Oberhof                    |
| Ośno                  | Osno 1904–1919 Oschnau              | Oschnau                    |
| Posługowo             | Poslugowo 1904–1919 Poslau          | Poslau                     |
| Puzdrowiec            | Vorwerk Puzdrowitz                  | Freienohl                  |
| Świątkowo             | Swiontkowo 1903–1919 Goßlerhof      | Goßlerhof                  |
| Tonowo                | Tonndorf                            | Tonndorf                   |
| Wełna                 | Welna                               | Welna                      |
| Włoszanowo            | Wloschanowo                         | Blessin                    |
| Wybranowo             | Wybranowo                           | Wibrach                    |
| Żerniki               | Zerniki                             | Zernau                     |
| Zrazim                | Herrnkirch                          | Herrnkirch                 |
| Żużoły                | Wiesensee                           | Wiesensee                  |

Weitere Siedlungen und Weiler sind:
| polnischer Name      | deutscher Name (1815–1919) | deutscher Name (1939–1945) |
| -------------------- | -------------------------- | -------------------------- |
| Brudzyń-Leśniczówka* | Forsthaus Brudzin          |                            |
| Dębiec               | Vorwerk Dembietz           |                            |
| Dziekszyn            | Vorwerk Dziekczyn          |                            |
| Łapaj                | Forsthaus Lapay            |                            |
| Sarbinowo Drugie     | Gut Sarbinowo              | Gut Scharnhorst            |

## Verkehr
Die Landesstraße DK5 (E 261) verläuft östlich, jenseits der Gemeindegrenze. Die Woiwodschaftsstraße DW251 führt durch Juncewo im Norden der Gemeinde.
Der Personenverkehr auf der Bahnstrecke Oleśnica–Chojnice ist eingestellt. Bahnhöfe befanden sich in Janowiec und Gącz.
Die nächstgelegenen internationalen Flughäfen sind Poznań-Ławica in südwestlicher und der Bydgoszcz in nordwestlicher Richtung. Beide sind etwa 50 Kilometer von Janowiec Wielkopolski entfernt.